# Andrés Llauradó y Fábregas
Andrés Llauradó y Fábregas (Reus, 1840-Barcelona, 2 de abril de 1899) fue un ingeniero de montes catalán y experto en temas hidráulicos y de irrigación.

## Biografía

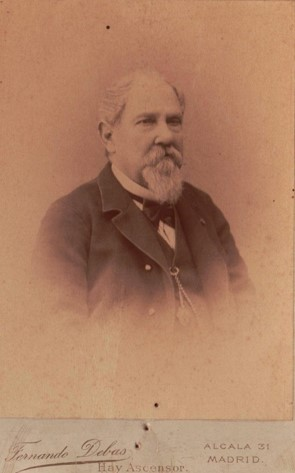
Andrés de Llauradó en 1899.

Estudió ingeniería en Madrid y al licenciarse ganó una cátedra en la Escuela de Montes de El Escorial en 1880. En 1892 fue inspector general del cuerpo de ingenieros forestales. Miembro de la Real Academia de Ciencias Exactas, Físicas y Naturales de Madrid, de la Societé Naturale de agriculture de Francia, de la Imperial Agronóma de Rusia y de la Sociedad Agraria de Lombardía, recibió varias condecoraciones por sus trabajos: la Gran Cruz de Carlos III y de Isabel la Católica en el estado español y otros de Rusia, de Portugal, de Italia y de Francia. Casado con Mª Edith Pla-Carreras Ravé, de ilustre familia de rectores de la Universidad de Barcelona (Ravé y Bergnes de Las Casas -descendientes de Luis VI de Francia-).  
Es conocido sobre todo por su libro Tratado de aguas y riegos publicado en Madrid en 1878 con una edición revisada en 1884, donde esbozó todo un programa de aprovechamiento de los recursos hidráulicos, obra de la cual se  hicieron varios resúmenes en italiano, francés, alemán, inglés y ruso. Publicó estudios sobre canales de navegación en los ríos del estado español y ponencias y comunicaciones en congresos sobre temas de embalse de aguas, aprovechamiento de los recursos naturales para fomentar la ganadería y la agricultura y estudios económicos sobre temas hidráulicos y agrícolas.